# 永遠に抱きしめて
「永遠に抱きしめて」（えいえんにだきしめて）は、ジョイ・ウォンの日本デビューシングル。1992年3月11日にソニー・ミュージックレコーズより発売された。

## 概要
タイトル曲「永遠に抱きしめて」は映画『チャイニーズ・ゴースト・ストーリー3』日本版限定のオリジナル主題歌。日本語バージョンで歌った。2曲目の「給我一個昨日的擁抱」は「永遠に抱きしめて」の中国語版（ジョイ・ウォンの作詞）である。
CDジャケットは、日本で撮影したオリジナルジャケット仕様。

## 収録曲
1. 永遠に抱きしめて [4:47]
作詞：松井五郎、作曲・編曲：中崎英也
映画『チャイニーズ・ゴースト・ストーリー3』日本版限定のオリジナル主題歌
2. 給我一個昨日的擁抱 [4:48]
作詞：ジョイ・ウォン、作曲・編曲：中崎英也
3. 永遠に抱きしめて（オリジナル・カラオケ） [4:46]

| スタブアイコン | サブスタブ | この項目は、まだ閲覧者の調べものの参照としては役立たない、シングルに関連した書きかけの項目です。この項目を加筆・訂正などしてくださる協力者を求めています（P:音楽/PJ:楽曲）。 |